# Chimaira (band)

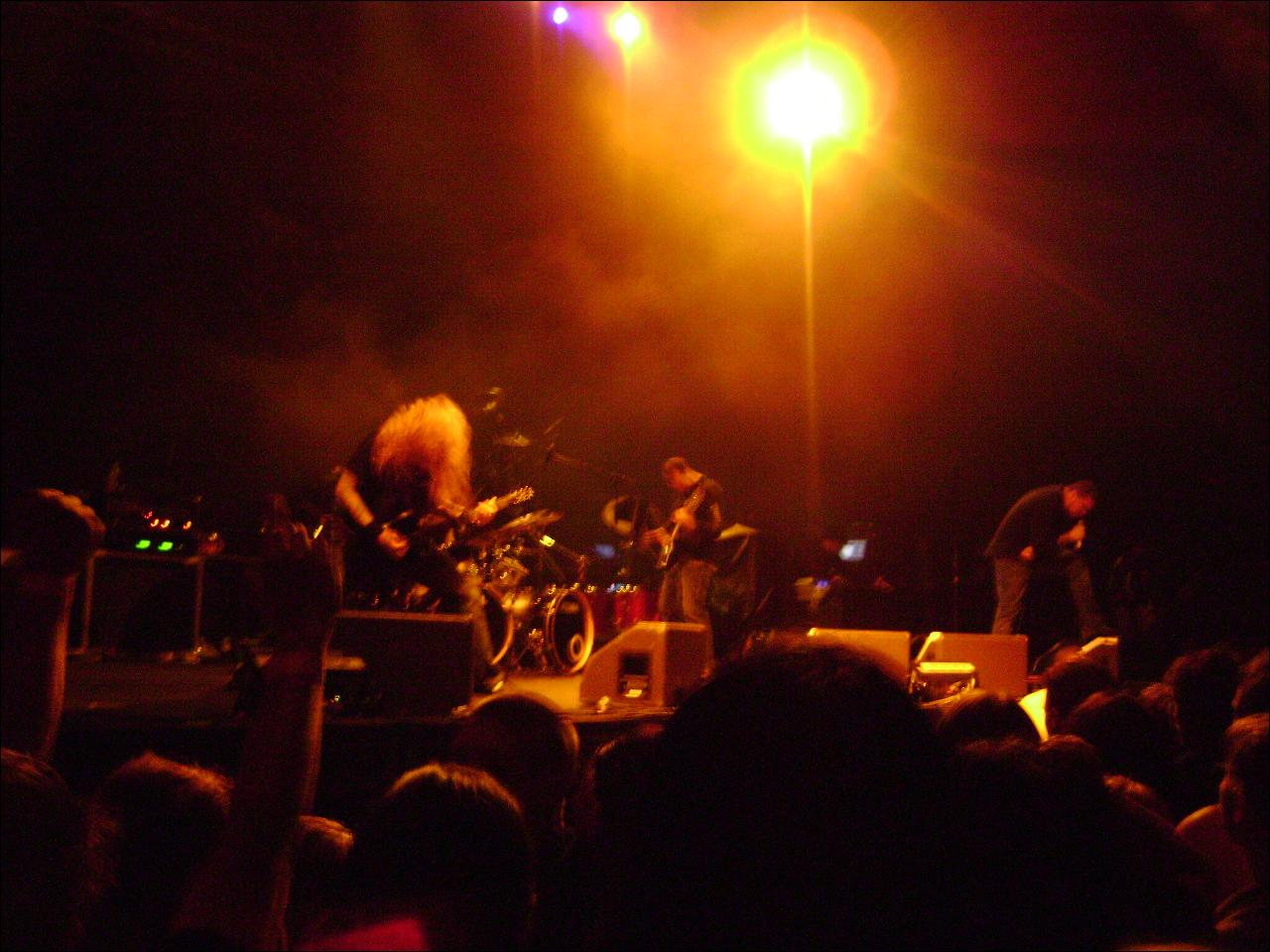
Chimaira in 2008

De Amerikaanse heavy-metalband Chimaira (vaak ook ingedeeld onder het genre metalcore) werd in 1998 opgericht in Cleveland en is vernoemd naar een gevreesd monster uit de Griekse mythologie (zie Chimaera).
De band bestaat uit een zestal muzikanten en heeft inmiddels vier albums en een dvd uitgebracht. Van de oorspronkelijke line-up zitten momenteel Mark Hunter (zang), Jim LaMarca (basgitaar), Chris Spicuzza (electronics) en Rob Arnold (gitaar) nog steeds bij de band. In 2001 voegde ook gitarist Matt de Vries (vervanger voor Jason Hager) zich hierbij en met Kevin Talley (ex-Dying Fetus) hebben ze in 2004 hun derde drummer ingelijfd. Niet lang na het uitkomen van hun derde album besluit de oude drummer, Andols Herrick zich weer bij de band aan te sluiten. Dit heeft geleid tot het vertrek van Kevin Talley 
In Amerika boekte de band al vrij snel successen nadat het mini-album This Present Darkness binnen korte tijd meer dan 10.000 keer werd verkocht. En dat terwijl er vrijwel geen promotie aan was besteed en het album zonder hulp van een platenmaatschappij was uitgebracht. Dankzij dit succes mocht de band onder meer optreden als openingsact voor Soulfly, Hatebreed en Spineshank. Dit alles leverde een contract op bij het fameuze Roadrunner Records, waarvoor in 2001 het eerste album Pass Out Of Existence werd uitgebracht. Ondanks de tegenvallende verkoopcijfers werd Chimaira in 2003 een nieuwe kans geboden en kreeg het middels The Impossibility Of Reason internationale bekendheid. Hierop volgde een wereldwijde tournee en werd er onder meer gespeeld op Ozzfest, een populair festival dat is opgericht door Ozzy Osbourne.
In 2005 volgde alweer een nieuw album, dat de simpele titel Chimaira meekreeg. De internationale pers was hier zeer lovend over, voornamelijk door de manier waarop de band moderne metal combineert met invloeden uit de heavy metal. Een jaar voor het uitbrengen van dat derde album werd ook de dvd The Dehumanizing Process op de markt gebracht. Hierop vallen onder meer opnames van een optreden in de 013 in Tilburg te bekijken en een reportage over Chimaira van meer dan anderhalf uur. Door meningsverschillen met hun platenmaatschappij Roadrunner zijn ze het opgestapt. 
Na een zoektocht naar een nieuwe platenmaatschappij, hebben ze hun heil gevonden bij Nuclear Blast. Dit heeft geleid tot het in 2007 verschenen vierde album "Resurrection". De speciale uitvoering van dit album komt met een DVD. Deze DVD bevat een making off van Resurrection, een videoclip, een fotogalerij en een filmpje over de bassist Jim LaMarca.
De muzikale stroming die in gang is gezet door Chimaira wordt vaak omschreven als New Wave Of American Heavy Metal, waarmee gerefereerd wordt naar de muzikale ontwikkeling die de metal in Engeland begin jaren 80 onderging. Toen werd het nieuwe geluid van baanbrekende bands als Iron Maiden en Saxon omschreven als New Wave Of British Heavy Metal.
In 2013 brengt Chimaira, na een aantal bezettingswisselingen de laatste jaren, het album Crown Of Phantoms uit.